# Полевка икономка
Полевка икономка (Microtus oeconomus), е вид бозайник, гризач от семейство Хомякови (Cricetidae).

## Разпространение и местообитание
Видът е разпространен в тундровите райони на Северна Америка, Северна Европа и Сибир. Среща се и в изолирани реликтови популации остатък от последната ледена епоха в Нидерландия, Централна Европа и района на Кавказ. Обитава открити тревисти райони и заблатени местности богати на тревиста растителност.

## Морфологични особености
Дължината на тялото е 10—16 cm, тежат до 50—70 грама. Дължината на опашката заема около половината от дължината на тялото. Окраската на гърба е рижава или тъмнокафява с примес на жълтеникав оттенък. Отстрани са по-светли, често с рижав оттенък. Коремчето и лапичките са сиви. През летните месеци окраската е по-тъмна от зимните месеци. По-светла е и при възрастните индивиди. Опашката също се отличава по своята двуцветност – отгоре е по-тъмна, за разлика от долната повърхност.

## Подвидове
Известни са няколко подвида на полевката икономка:
- Microtus oeconomus amakensis
- Microtus oeconomus arenicola
- Microtus oeconomus elymocetes
- Microtus oeconomus finmarchicus
- Microtus oeconomus innuitus
- Microtus oeconomus medius
- Microtus oeconomus mehelyi
- Microtus oeconomus oeconomus
- Microtus oeconomus popofensis
- Microtus oeconomus punakensis
- Microtus oeconomus sitkensis
- Microtus oeconomus unalascensis

## Поведение
Активни са целодневно, но обикновено е по-висока в тъмните часове на денонощието. Живеят в семейни групи от двойка с две-три поколения обитаващи съседни дупки. Дупките на семейството са съединени със съседни посредством подземни ходове. Храна събират навън, но не се отдалечават на повече от 20 метра. През зимата си изграждат ходове под снега.
Растителноядни са. Хранят се основно със зелените сочни и питателни части на растението, плодове, семена и насекоми. Изграждат си и места, където събират зимни запаси от корени и грудки.
Раждат 2-3 пъти годишно обикновено по 5-6 малки (1-15). Поколението достига полова зрялост на двумесечна възраст.